# Rupperswil
Rupperswil (in der lokalen Mundart Rùbischwiil [ˌrʊbiʃˈʋiːl], früher auch Rupperswyl) ist eine Einwohnergemeinde im Schweizer Kanton Aargau. Sie gehört zum Bezirk Lenzburg und liegt südlich der Aare zwischen Lenzburg und dem Kantonshauptort Aarau. 

## Geographie

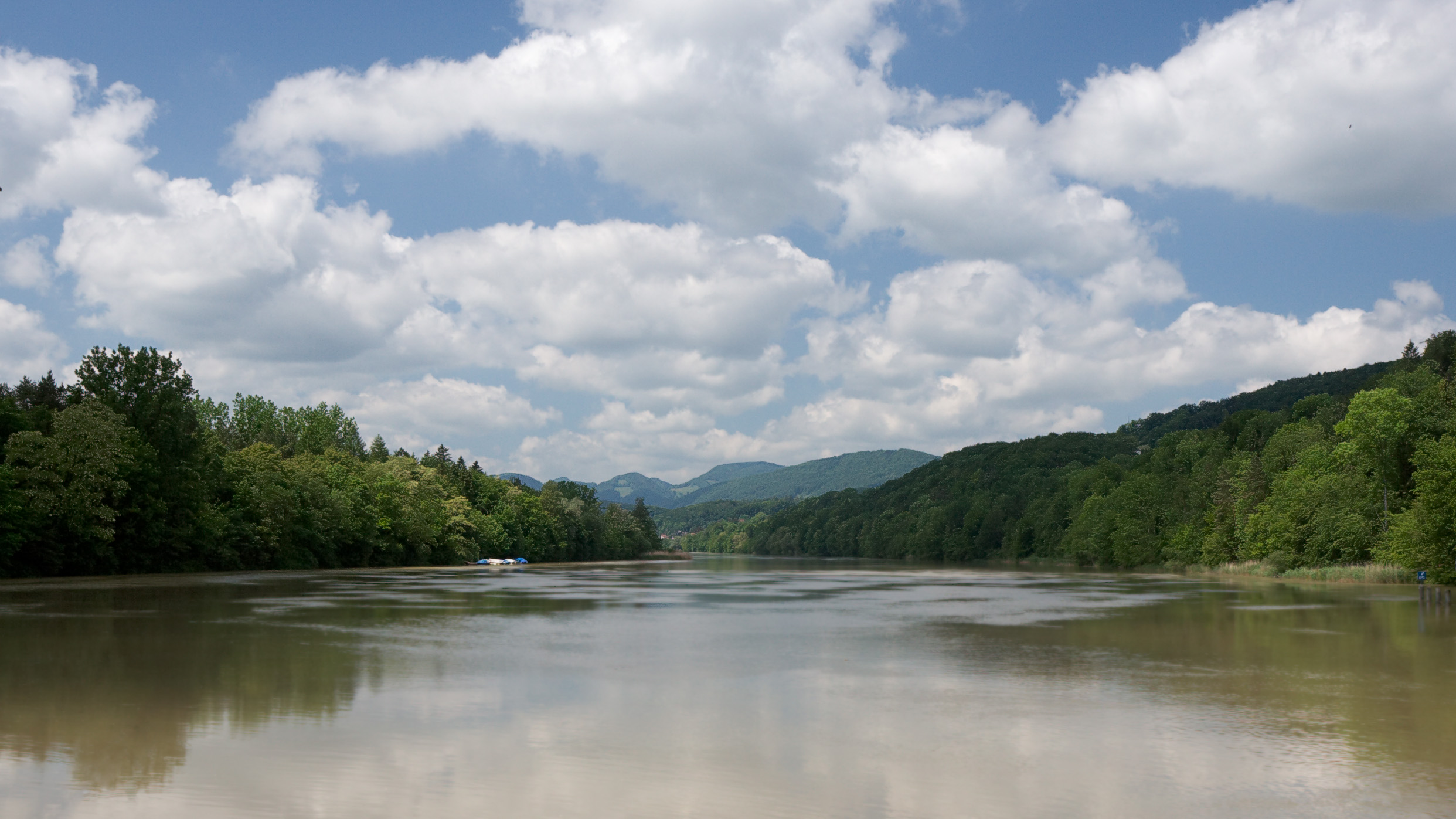
Die Aare an der nördlichen Gemeindegrenze

Das Haufendorf befindet sich in einer grossen Lichtung zwischen dem Suretwald im Westen und dem Länzertwald im Osten. Rupperswil ist also eine typische Rodungssiedlung. Die Landschaft ist in Richtung Norden leicht geneigt und weist keinerlei grössere Erhebungen auf. Die ostwärts fliessende Aare bildet die nördliche Gemeindegrenze. Südlich des Flusses verläuft der drei Kilometer lange Kanal der ehemaligen Spinnerei Steiner, der auf einen früheren Seitenarm der Aare zurückgeht. Das zwischen der Aare und dem Steinerkanal liegende Waldgebiet Geissenschachen ist zweieinhalb Kilometer lang und bis zu 350 Meter breit.
Die Fläche des Gemeindegebiets beträgt 622 Hektaren, davon sind 220 Hektaren bewaldet und 194 Hektaren überbaut. Der höchste Punkt befindet sich auf 401 Metern im Südosten des Gemeindegebiets, der tiefste auf 350 Metern an der Aare. Nachbargemeinden sind Auenstein im Norden, Möriken-Wildegg im Nordosten, Niederlenz und Lenzburg im Osten, Staufen im Südosten, Schafisheim und Hunzenschwil im Süden, Suhr im Südwesten sowie Buchs und Aarau im Westen.

## Geschichte

Luftansicht (1958)

1911 wurde in den Zozeläckern ein römischer Ziegelbrennofen gefunden. Verschiedene Ziegelfragmente weisen auf eine Benutzung im frühen 2. Jahrhundert hin. Die Anlage steht mit einer grösseren bei Hunzenschwil in Zusammenhang. Die ersten Siedlungsspuren stammen aus der Mitte des 8. Jahrhunderts, als alamannische Bauern ein grosses Gebiet im Länzertwald und im Suretwald rodeten und urbar machten. Die erste urkundliche Erwähnung von Rubiswile erfolgte im Jahr 1173, als die Landesherrschaft und die Blutgerichtsbarkeit von den Grafen von Lenzburg an die Grafen von Kyburg übergingen. Der Ortsname stammt vom althochdeutschen Rubineswīlari und bedeutet «Hofsiedlung des Rubin».
Auf die Kyburger folgten 1273 die Habsburger. Die niedere Gerichtsbarkeit war im Besitz der Herren von Rupperswil. Auf dieses im 14. Jahrhundert erloschene Geschlecht folgten die Hallwyler. 1415 eroberten die Eidgenossen den Aargau. Rupperswil gehörte nun zum Untertanengebiet der Stadt Bern, dem so genannten Berner Aargau, und war Hauptort eines Gerichtsbezirks im Amt Lenzburg. 1521 überliessen die Hallwyler ihre Rechte in Rupperswil der Stadt Bern und erweiterten dafür ihre Gerichtsbefugnisse in Schafisheim. 1528 führten die Berner die Reformation ein. In kirchlichen Belangen gehörte Rupperswil lange zur Pfarrei Suhr. Nach jahrelangen Bemühungen bildete das Dorf ab 1681 eine eigene Kirchgemeinde. Beim Franzoseneinfall im März 1798 entmachteten die Franzosen die «Gnädigen Herren» von Bern und riefen die Helvetische Republik aus, die 1803 aufgelöst wurde. Rupperswil gehört seither zum Kanton Aargau.
Jahrhundertelang hatten die Dorfbewohner mit den Fluten der ungebändigten Aare zu kämpfen. In Fronarbeit begradigten sie zwischen 1865 und 1873 den Fluss und bauten Hochwasserschutzdämme. Der Anschluss ans Eisenbahnnetz erfolgte am 15. Mai 1858, als die Schweizerische Nordostbahn die Strecke Aarau–Brugg mit einem Bahnhof in Rupperswil eröffnete. Am 23. Juni 1874 folgte die Strecke der Aargauischen Südbahn nach Wohlen, die bis 1881 nach Arth-Goldau verlängert wurde und so eine Verbindung zur Gotthardbahn schuf. Der Bau der Eisenbahnen begünstigte die wirtschaftliche Entwicklung des Dorfes. 1942 entstand das Kraftwerk Rupperswil-Auenstein. Seit 1900 hat sich die Bevölkerungszahl verfünffacht, besonders ausgeprägt war das Wachstum in den 1950er und 1980er Jahren. 2015/16 sorgte der Vierfachmord von Rupperswil für internationale Schlagzeilen.

## Sehenswürdigkeiten

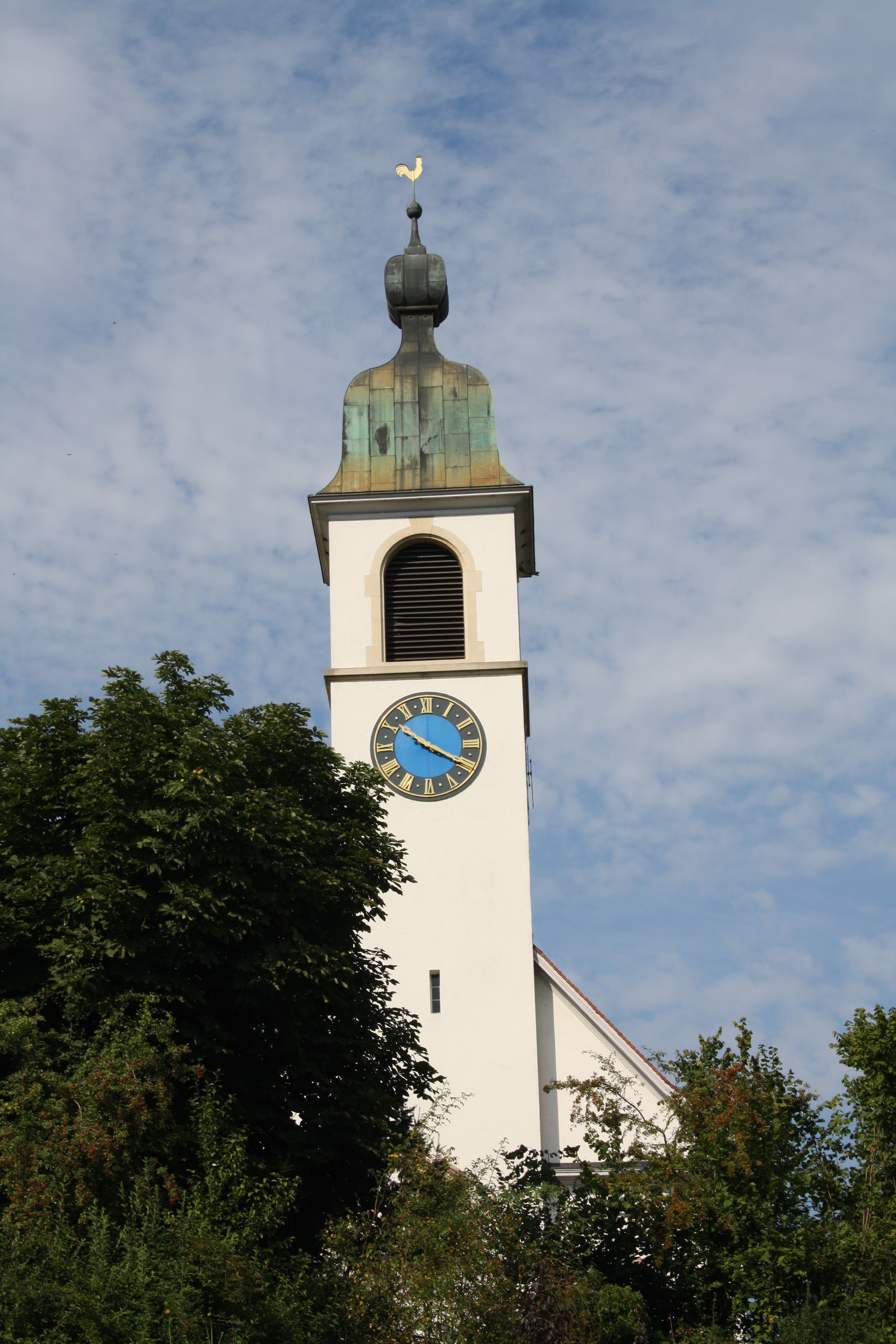
Reformierte Kirche

Im 13. Jahrhundert entstand eine romanische Kapelle, die um 1500 mit gotischen Elementen verziert und zu einer Kirche ausgebaut wurde. Das Gebäude erwies sich später als zu klein, weshalb es 1922 abgebrochen und durch einen Neubau ersetzt wurde; die Inneneinrichtung blieb zu einem grossen Teil erhalten. Neben der neuen reformierten Kirche steht das 1681 errichtete Pfarrhaus.
Das Dorfmuseum Rupperswil ist in einem alten Bauernhaus untergebracht und zeigt in Wechselausstellungen handwerkliche Geräte und andere Gegenstände aus vergangenen Jahrhunderten.

## Wappen
Die Blasonierung des Gemeindewappens lautet: «In Weiss blauer Schrägbalken.» Seit dem frühen 19. Jahrhundert war auf dem Gemeindewappen ein weisses Pferd auf rotem Grund zu sehen. Doch weil das Wappen ähnlich wie jenes von Lengnau aussah und die in Rupperswil ansässige Zuckermühle es bis heute (in abgewandelter Form) als Firmenlogo verwendet, führt die Gemeinde seit 1949 das altüberlieferte Wappen der Herren von Rupperswil, das mindestens seit 1334 existiert.

## Bevölkerung
Die Einwohnerzahlen entwickelten sich wie folgt:
| Jahr      | 1764 | 1798 | 1850 | 1900 | 1930 | 1950 | 1960 | 1970 | 1980 | 1990 | 2000 | 2010 | 2020 |
| Einwohner | 308  | 576  | 993  | 1095 | 1607 | 1998 | 2521 | 2947 | 2773 | 3305 | 3770 | 4398 | 5618 |

Am 31. Dezember 2023 lebten 6041 Menschen in Rupperswil, der Ausländeranteil betrug 24,2 %. Bei der Volkszählung 2015 bezeichneten sich 34,2 % als reformiert und 22,7 % als römisch-katholisch; 43,1 % waren konfessionslos oder gehörten anderen Glaubensrichtungen an. 88,2 % gaben bei der Volkszählung 2000 Deutsch als ihre Hauptsprache an, 3,7 % Italienisch, 2,1 % Serbokroatisch, 1,5 % Türkisch, 1,4 % Albanisch und 0,6 % Spanisch.

## Politik und Recht
Die Versammlung der Stimmberechtigten, die Gemeindeversammlung, übt die Legislativgewalt aus. Ausführende Behörde ist der fünfköpfige Gemeinderat. Er wird im Majorzverfahren vom Volk gewählt, seine Amtsdauer beträgt vier Jahre. Der Gemeinderat führt und repräsentiert die Gemeinde. Dazu vollzieht er die Beschlüsse der Gemeindeversammlung und die Aufgaben, die ihm vom Kanton zugeteilt wurden. Für Rechtsstreitigkeiten ist in erster Instanz das Bezirksgericht Lenzburg zuständig. Rupperswil gehört zum Friedensrichterkreis XII (Seon).

## Wirtschaft
In Rupperswil gibt es gemäss der im Jahr 2015 erhobenen Statistik der Unternehmensstruktur (STATENT) rund 2100 Arbeitsplätze, davon 1 % in der Landwirtschaft, 44 % in der Industrie und 55 % im Dienstleistungsbereich. Auf dem Gemeindegebiet steht eine der beiden Zuckermühlen der Schweiz, in der Rohzucker veredelt und abgepackt wird. Ebenfalls von Bedeutung ist eine Fensterfabrik, ausserdem steht hier ein Teil der Wildegger Zementfabrik. Viele Erwerbstätige sind Wegpendler und arbeiten in der näheren Umgebung, beispielsweise in Lenzburg oder Aarau.

## Verkehr
Rupperswil liegt verkehrsgünstig. Eineinhalb Kilometer südlich des Dorfzentrums befindet sich der Anschluss Aarau-Ost der Autobahn A1. Von dort aus führt die autobahnähnliche Strasse T5 ins Stadtzentrum von Aarau. Die Hauptstrasse 5 verbindet Aarau mit Brugg, die Kantonsstrasse 288 führt nach Hunzenschwil. Der Bahnhof liegt an der Ost-West-Hauptlinie Bern–Zürich, wobei sich hier die zwei Äste über Lenzburg–Heitersberg bzw. über Brugg–Baden (Bahnstrecke Baden–Aarau) verzweigen. Es halten Züge nach Aarau, Arth-Goldau, Baden, Olten und Zürich. Eine Buslinie der Gesellschaft Regionalbus Lenzburg führt über Hunzenschwil zum Bahnhof Lenzburg. An Wochenenden verkehren zwei Nacht-S-Bahn-Linien SN1 Aarau – Wildegg – Brugg – Dietikon – Zürich HB – Stettbach – Winterthur  und SN11 Olten – Aarau – Mellingen Heitersberg – Dietikon – Zürich HB – Stettbach – Winterthur  und ein Nachtbus vom Bahnhof Aarau über Rupperswil nach Lenzburg.
2019 nahmen die Stimmberechtigten die Einführung von Tempo 30 auf sämtlichen Gemeindestrassen an.
Am 28. April 1978 wurde die Lokomotive Re 6/6 mit der Nummer 11623 auf den Namen Rupperswil getauft.

## Bildung
Die Gemeinde verfügt über drei Kindergärten und zwei Schulhäuser, in denen die Primarschule, die Realschule und die Sekundarschule unterrichtet werden. Die Bezirksschule kann in Lenzburg oder Wildegg besucht werden. Die nächstgelegenen Gymnasien sind die Alte Kantonsschule und die Neue Kantonsschule, beide in Aarau.

## Persönlichkeiten
- Lys Assia (1924–2018), Sängerin und Schauspielerin
- Anna Haller (1872–1924), Kunsthandwerkerin und Künstlerin
- Hans Richner (* 1944), Physiker und Meteorologe
- Eduard Vischer (1903–1996), Historiker